# Гредетин
Гредетин је насеље у Србији у општини Алексинац у Нишавском округу. Према попису становништва 2022, ово насеље је имало 448 становника. Насеље Гредетин је смештено на 15. километру пута Алексинац-Рибарска Бања, подејднако удаљено од општинског центра и овог лечилишта. Окружено је насељима:на северу Горњом Пешцаницом, на истоку Горњим Адровцем, на југу Крушјем, југозападу Радевцем и на западу Великим Шиљеговцем, селу које припада СО Крушевац. Гредетин се налази на 184 метра надморске висине, а највиша тачка у атару села је место звано ,, Ђеренче,, са 321 метром надморске висине. Само насеље је смештено у низини и кроз њега протиче река, а окружено је са севера, истока и југа благим брежуљцима, док се на западу уздижу шумовити брегови.

## Историја
Иако је насеље овде постојало још у ранијем средњем веку, назив Гредетин се први пут помиње у Крушевачком дефтеру број 55 из 1516. године, а те године имао је 22 хришћанске куће, пет неожењених, једну удовичку и једну баштину. Падине на којима је смештено само насеље биле су поприште сукоба учесника првог српко-турског рата 1876 године. Наиме на брдима око села водиле су се велике битке, мештани и дан данас проналазе метке из тог периода. Николај Рајевски по коме је испирисан лик грофа Вронског у познатом роману ,, Ана Карењина,, је погинуо на висовима око Гредетина у прво српско-турком рату 1876 и сахрањен је у суседном селу Горњи Адровац где се данас налази меморијални комплекс. Село је спаљивано у више наврата током историје, Гредетин је дао доста људи у Великом рату као и у Балканским ратовима па и у Другом светском рату(било је и партизана и четника из овог села). Бугари су овде 1915 направили покољ када је убијено пар десетина мештана. Прва школа изграђена је 1866, међу првима у срезу. Струја је уведена 1958 године.
Гредетин данас поседује Пошту, школу, ветеринарску станицу, продавницу, млин, амбуланту као и пар сеоских мењачница, кроз насеље пролази локални пут Алексинац-Рибарска Бања, нажалост село дели судбину већине села у Србији, популација већином опада. Село је познато у Србији као велики произвођач јагода. У селу се налази Црква Покрова Пресвете Богородице. Кроз насеље протиче Рибарска река. У селу се налази и велики терен за фудбал као и ФК Гредетин.

## Демографија
У насељу Гредетин живи 553 пунолетна становника, а просечна старост становништва износи 45,9 година (44,1 код мушкараца и 47,8 код жена). У насељу има 194 домаћинства, а просечан број чланова по домаћинству је 3,40.
Ово насеље је скоро у потпуности насељено Србима (према попису из 2002. године), а у последња три пописа, примећен је пад у броју становника.
|  |

| Демографија | Демографија | Демографија |
| Година      | Становника  | Становника  |
| ----------- | ----------- | ----------- |
| 1948.       | 992         |             |
| 1953.       | 1.060       |             |
| 1961.       | 992         |             |
| 1971.       | 929         |             |
| 1981.       | 858         |             |
| 1991.       | 784         | 739         |
| 2002.       | 659         | 722         |

| Етнички састав према попису из 2002.‍ | Етнички састав према попису из 2002.‍ | Етнички састав према попису из 2002.‍ | Етнички састав према попису из 2002.‍ | Етнички састав према попису из 2002.‍ |
| ------------------------------------ | ------------------------------------ | ------------------------------------ | ------------------------------------ | ------------------------------------ |
|                                      |                                      |                                      |                                      |                                      |
| Срби                                 | Срби                                 |                                      | 656                                  | 99,54%                               |
| Југословени                          | Југословени                          |                                      | 1                                    | 0,15%                                |
| непознато                            | непознато                            |                                      | 1                                    | 0,15%                                |

| \| \| м \| \| \| ж \| \| ? \| 5 \| \| \| 5 \| \| 80+ \| 7 \| \| \| 16 \| \| 75—79 \| 13 \| \| \| 17 \| \| 70—74 \| 33 \| \| \| 38 \| \| 65—69 \| 33 \| \| \| 29 \| \| 60—64 \| 20 \| \| \| 28 \| \| 55—59 \| 21 \| \| \| 6 \| \| 50—54 \| 23 \| \| \| 23 \| \| 45—49 \| 21 \| \| \| 24 \| \| 40—44 \| 21 \| \| \| 14 \| \| 35—39 \| 19 \| \| \| 22 \| \| 30—34 \| 17 \| \| \| 14 \| \| 25—29 \| 19 \| \| \| 15 \| \| 20—24 \| 27 \| \| \| 14 \| \| 15—19 \| 16 \| \| \| 14 \| \| 10—14 \| 17 \| \| \| 14 \| \| 5—9 \| 16 \| \| \| 16 \| \| 0—4 \| 12 \| \| \| 10 \| \| Просек : \| 44,1 \| \| \| 47,8 \| |      |  |  |      |
| |      |  |  |      |
| | м    |  |  | ж    |
| ? | 5    |  |  | 5    |
| 80+ | 7    |  |  | 16   |
| 75—79 | 13   |  |  | 17   |
| 70—74 | 33   |  |  | 38   |
| 65—69 | 33   |  |  | 29   |
| 60—64 | 20   |  |  | 28   |
| 55—59 | 21   |  |  | 6    |
| 50—54 | 23   |  |  | 23   |
| 45—49 | 21   |  |  | 24   |
| 40—44 | 21   |  |  | 14   |
| 35—39 | 19   |  |  | 22   |
| 30—34 | 17   |  |  | 14   |
| 25—29 | 19   |  |  | 15   |
| 20—24 | 27   |  |  | 14   |
| 15—19 | 16   |  |  | 14   |
| 10—14 | 17   |  |  | 14   |
| 5—9 | 16   |  |  | 16   |
| 0—4 | 12   |  |  | 10   |
| Просек : | 44,1 |  |  | 47,8 |

| Година пописа     | 1948. | 1953. | 1961. | 1971. | 1981. | 1991. | 2002. |
| ----------------- | ----- | ----- | ----- | ----- | ----- | ----- | ----- |
| Број домаћинстава | 209   | 234   | 229   | 226   | 211   | 219   | 194   |

| Број чланова      | 1  | 2  | 3  | 4  | 5  | 6  | 7  | 8 | 9 | 10 и више | Просек |
| ----------------- | -- | -- | -- | -- | -- | -- | -- | - | - | --------- | ------ |
| Број домаћинстава | 30 | 52 | 36 | 16 | 25 | 21 | 10 | 4 | 0 | 0         | 3,40   |

| Пол    | Укупно | Неожењен/Неудата | Ожењен/Удата | Удовац/Удовица | Разведен/Разведена | Непознато |
| ------ | ------ | ---------------- | ------------ | -------------- | ------------------ | --------- |
| Мушки  | 295    | 71               | 194          | 22             | 8                  | 0         |
| Женски | 279    | 20               | 201          | 51             | 3                  | 4         |
| УКУПНО | 574    | 91               | 395          | 73             | 11                 | 4         |

| Пол    | Укупно                    | Пољопривреда, лов и шумарство | Рибарство                            | Вађење руде и камена | Прерађивачка индустрија       |
| ------ | ------------------------- | ----------------------------- | ------------------------------------ | -------------------- | ----------------------------- |
| Мушки  | 178                       | 147                           | 0                                    | 0                    | 12                            |
| Женски | 105                       | 93                            | 0                                    | 0                    | 2                             |
| Укупно | 283                       | 240                           | 0                                    | 0                    | 14                            |
|        |                           |                               |                                      |                      |                               |
| Пол    | Производња и снабдевање   | Грађевинарство                | Трговина                             | Хотели и ресторани   | Саобраћај, складиштење и везе |
| Мушки  | 0                         | 2                             | 4                                    | 0                    | 5                             |
| Женски | 0                         | 0                             | 1                                    | 0                    | 0                             |
| Укупно | 0                         | 2                             | 5                                    | 0                    | 5                             |
|        |                           |                               |                                      |                      |                               |
| Пол    | Финансијско посредовање   | Некретнине                    | Државна управа и одбрана             | Образовање           | Здравствени и социјални рад   |
| Мушки  | 0                         | 0                             | 3                                    | 0                    | 1                             |
| Женски | 0                         | 0                             | 1                                    | 4                    | 3                             |
| Укупно | 0                         | 0                             | 4                                    | 4                    | 4                             |
|        |                           |                               |                                      |                      |                               |
| Пол    | Остале услужне активности | Приватна домаћинства          | Екстериторијалне организације и тела | Непознато            | Непознато                     |
| Мушки  | 2                         | 0                             | 0                                    | 2                    | 2                             |
| Женски | 0                         | 0                             | 0                                    | 1                    | 1                             |
| Укупно | 2                         | 0                             | 0                                    | 3                    | 3                             |